# 1386年
| 千纪： | 2千纪 |
| 世纪： | 13世纪 \| 14世纪 \| 15世纪                                                                                 |
| 年代： | 1350年代 \| 1360年代 \| 1370年代 \| 1380年代 \| 1390年代 \| 1400年代 \| 1410年代                           |
| 年份： | 1381年 \| 1382年 \| 1383年 \| 1384年 \| 1385年 \| 1386年 \| 1387年 \| 1388年 \| 1389年 \| 1390年 \| 1391年 |
| 纪年： | 丙寅年（虎年）；明洪武十九年；北元天元八年；彭玉琳天定元年；越南昌符十年；日本南朝元中三年，北朝至德三年   |

## 大事记
- 明州衞指揮林賢通倭事發，經嚴刑迫供審訊得知，是受胡惟庸指使，林賢被京師大中橋淩遲處死，族男出幼者殺死，妻妾為婢。。
- 海德堡大學建校，為德國最古老的城市。
- 米蘭主教座堂開始建造。
- 立陶宛大公雅蓋沃與拉約什一世之女波蘭女王雅德維加聯姻，翌年成為波蘭國王。
- 2月7日——匈牙利女王瑪麗亞一世之母波斯尼亞的伊莉莎白策劃刺殺卡洛三世。
- 2月24日——卡洛三世不治身亡，卡洛三世的兒子拉迪斯勞繼承那不勒斯王國王位，瑪麗亞一世在其後的內戰中打敗擁護卡洛三世的貴族。
- 7月9日——旧瑞士邦联在与奥地利大公国的森帕赫战役中取得决定性胜利。

## 出生
- 朱𣐕，明太祖朱元璋第二十三子。

## 逝世
- 2月24日——卡洛三世，安茹王朝的那不勒斯國王、匈牙利國王及自稱的耶路撒冷國王，杜拉佐公爵路易吉的兒子，匈牙利國王拉約什一世及那不勒斯女王喬萬娜一世的堂弟。